# ВЕС Грейтер-Габбард
51°52′48″ пн. ш. 01°56′24″ сх. д. / 51.88000° пн. ш. 1.94000° сх. д.
ВЕС Грейтер-Габбард (англ. Greater Gabbard wind farm) — офшорна вітрова електростанція, розташована у Північному морі, за 23 км від узбережжя графства Саффолк (Англія).

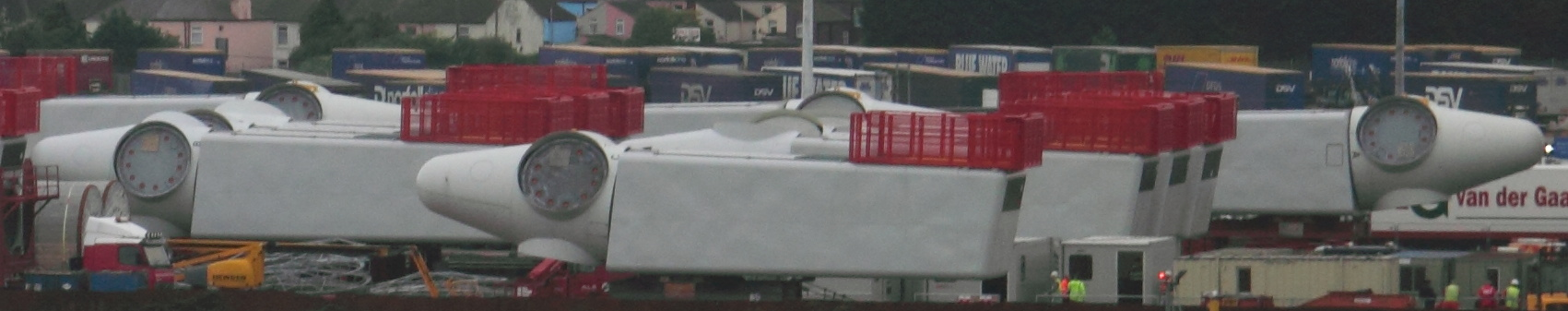
Турбіни вітропарку перед монтуванням

Вітропарк складається зі 140 вітряних турбін виробництва «Siemens» розміщенних на двох масивах загальною площею 147 км² об'єднаних між собою десятками кілометрів кабелів, й під'єднаних до національної електромережі через трансформаторну підстанцію в селищі Сезівел.
Електроенергія, яку вироблятиме станція, живитиме близько 1 млн будинків. Планувалося до 2017 року розширити станцію і її потужність мала зрости удвічі, до 1000 МВт, але станом на 2019 рік, потужність лишилася на рівні 504 МВт.
Коефіцієнт використання встановленої потужності в 2012 році— 27,07%
Вартість проекту 1615,25 млн. €
Під час будівництва станції 140 монопаль забив плавучий кран Stanislav Yudin. Потім на них встановили перехідні елементи судна Jumbo Javelin (132 операції) та Seajacks Leviathan (8 операцій). На споруджені таким чином фундаменти змонтували вітрові турбіни судна Seajacks Kraken, Seajacks Leviathan та Sea Jack (під час кількох кампаній з лютого 2011-го по лютий 2012-го).
Обидві офшорні трансформаторні підстанції у складі ґратчастої опорної основи ("джекету") та надбудови для обладнання ("топсайд") встановив все той же Stanislav Yudin (по одній в 2009 та 2010 роках), а налагоджувальні роботи забезпечувало Seajacks Leviathan. Останнє судно також спорудило вимірювальний метеорологічний пост (включаючи встановлення монопалі).

## Нещасні випадки
12 листопада 2009 один чоловік загинув і одна жінка була поранена під час обриву ланцюга. Також ланцюг ударив двох чоловік. Поліція відкрила провадження за цим випадком. Нещасний випадок трапився на борту буксира "Тайфун".
21 травня 2010 року один чоловік загинув та ще один зазнав серйозних травм під час нещасного випадку в Міжнародному порту Harwich у Великій Британії. Загинув інженер компанії Siemens з Norresundby, Данія. 43-х річний німець був доставлений до госпіталю Addenbrooke. Інцидент трапився о 7-50 під час завантаження лопаті турбіни на корабель Seajack. Siemens і Fluor заплатили £1 млн компенсації.
У вересні 2013 року розпочалися ремонтні роботі на кабелях, що знаходяться біля берега, оскільки кабелі були закопані недостатньо глибоко. Ремонт, який мав тривати лише три тижні, був закінчений аж у вересні 2014 року. Ремонт створив проблеми для місцевих рибалок, які звернулися до ВЕС Грейтер-Габбард за компенсаціями. Представник SSE спростував твердження, що ремонтні роботи призвели до проблем із рибальськими сітями.